# Marcelle Tinayre
Marcelle Marguerite Suzanne Tinayre (Tula, Corresa, 8 d'octubre de 1870 - Grossouvre, Cher, 23 d'agost de 1948) va ser una prolífica escriptora francesa, especialitzada en literatura romàntica.
Educada a Bordeus i París, el 1889 va contreure matrimoni amb el pintor Jean Tinayre.
La seva primera obra, Avant l'Amour (1897), va suposar un cert èxit, però la seva obra més coneguda a La Maison du Peelle (1902), de temàtica romàntica. També va publicar un llibre de viatges, Notes d'une Voyageuse en Turquie (1910).